# تابع متناوب

یک تابع متناوب با دوره تناوب T

در ریاضیات، تابع متناوب یا تابع دوره‌ای (به انگلیسی: Periodic function) به تابعی می‌گویند که مقدارش با افزودن مقدار ثابتی به متغیرش، تکرار شود. کمترین مقدار ممکن برای این مقدار ثابت، در محدودهٔ اعداد حقیقی مثبت، دورهٔ تناوب تابع نامیده می‌شود. 
به زبان ریاضی برای هر تابع متناوب رابطهٔ زیر برقرار است:
‎
{\displaystyle f(x+T)=f(x)\,}‎
که در آن T همان دورهٔ تناوب تابع ‎{\displaystyle f}‎ است.

## تعریف ریاضی
تابع ‎{\displaystyle f(x)}‎ را متناوب گوییم، وقتی که عددی مثل ‎{\displaystyle T>0}‎ وجود داشته باشد، به‌نحوی که برای هر مقدار قابل قبول x، هر دو عدد ‎{\displaystyle X+T}‎ و ‎{\displaystyle X-T}‎ متعلق به دامنهٔ تعریف تابع باشد و، در ضمن، برابری ‎{\displaystyle f(x\pm T)=f(x)}‎ برقرار باشد.